# Elecciones generales de Palaos de 2012
Las décimas elecciones generales de Palaos se llevaron a cabo en 2012 para escoger a un Presidente, un Vicepresidente (siendo este cargo nuevamente electo), el Senado y la Cámara de Delegados. El expresidente Tommy Remengeseau derrotó por amplio margen al Presidente incumbente, Johnson Toribiong, regresando a la presidencia después de ya haber cumplido dos mandatos en el cargo (entre 2001 y 2009). Antonio Bells derrotó al entonces vicepresidente Kerai Mariur en las elecciones vicepresidenciales, que volvieron a celebrarse después de que en las anteriores elecciones este cargo no fuera electo. La primera vuelta tuvo lugar el 26 de septiembre de 2012, y la segunda junto con las legislativas el 6 de noviembre. Los candidatos (tanto para Presidente y Vicepresidente como para el legislativo) se presentaron como independientes, debido a que en el país no hay partidos políticos.

## Resultados

### Presidenciales
| Candidato              | Primera vuelta | Primera vuelta | Segunda vuelta | Segunda vuelta |
| Candidato              | Votos          | %              | Votos          | %              |
| ---------------------- | -------------- | -------------- | -------------- | -------------- |
| Thomas Remengesau, Jr. | 4.617          | 49.1           | 4.682          | 58.0           |
| Johnson Toribiong      | 3.100          | 33.0           | 3.394          | 42.0           |
| Sandra Pierantozzi     | 1.690          | 17.97          |                |                |
| Total                  | 9.407          | 100            | 8.076          | 100            |
| Fuente: Nohlen et al.  |                |                |                |                |

### Vicepresidenciales
| Candidato             | Primera vuelta | Primera vuelta | Segunda vuelta | Segunda vuelta |
| Candidato             | Votos          | %              | Votos          | %              |
| --------------------- | -------------- | -------------- | -------------- | -------------- |
| Antonio Bells         | 2.851          | 30.53          | 4.085          | 52.01          |
| Johnson Toribiong     | 2.963          | 31.73          | 3.769          | 47.99          |
| Stephen Kuartei       | 2.556          | 27.37          |                |                |
| Jackson Ngiraingas    | 969            | 10.38          |                |                |
| Total                 | 9.339          | 100            | 7.854          | 100            |
| Fuente: Nohlen et al. |                |                |                |                |